# جون هارجريفز (شخصية أعمال)
جون هارجريفز (بالإنجليزية: John Hargreaves)‏ هو شخصية أعمال بريطاني، ولد في يناير 1944 في ليفربول في المملكة المتحدة.